# Baalbek-Hermel kormányzóság

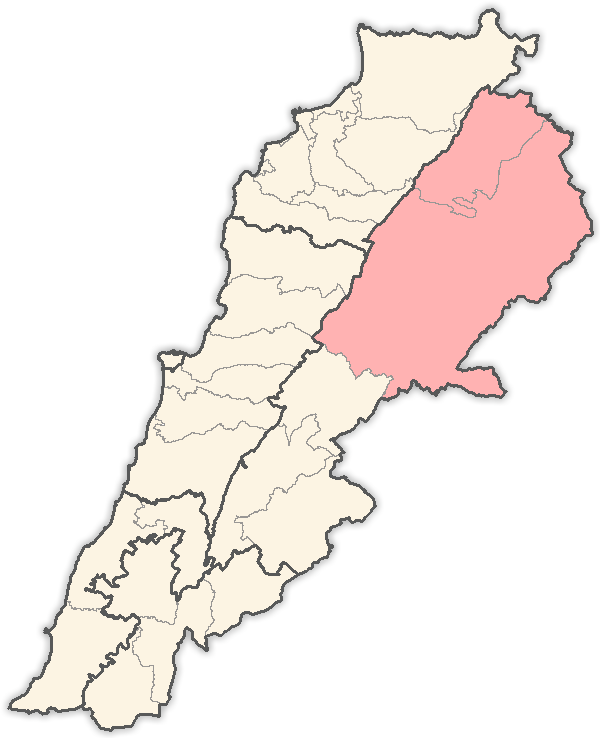
Baalbek és Hermel körzet elhelyezkedése Libanonon belül

Baalbek-Hermel kormányzóság (arabul محافظة بعلبك - الهرمل [Muḥāfaẓat Baʿlbakk - al-Harmal]) Libanon két tervezett kormányzóságának egyike. Létrejöttét Akkár kormányzósághoz hasonlóan a 2003. évi 552-es törvény rendelte el, azonban mindmáig nem kezdte meg működését. A Bekaa kormányzóság északi részén fekvő Baalbek és Hermel körzetből (kadá) hozták létre. Székhelye a tervek szerint Baalbek, az egyik mai körzetközpont lesz.